# サムター郡 (ジョージア州)
サムター郡（英: Sumter County）は、アメリカ合衆国ジョージア州の南西部に位置する郡である。2010年国勢調査での人口は32,819人であり、2000年の33,200 人から1.1%減少した。郡庁所在地はアメリカス市（人口17,041人）であり、同郡で人口最大の都市でもある。サムター郡は1831年12月26日に設立された。
サムター郡はアメリカス小都市圏に属している。

## 歴史

### 設立から南北戦争まで
サムター郡は1831年12月26日に、ジョージア州議会の法により設立された。これはクリーク族インディアンが1825年のインディアンスプリングス条約によってこの地域から出ていき、州がその領地を獲得した年から丁度4年後のことだった。サムター郡は州内80番目の郡であり、現在南隣にあるリー郡から分離した。郡名はサウスカロライナ州選出アメリカ合衆国上院議員トマス・サムター元将軍（1734年-1832年）に因んで名付けられた。郡設立の時に、サムター将軍は97歳であり、アメリカ独立戦争の将軍としては最後の生き残りだった。
その後まもなく郡政委員会が郡の中央部を郡庁所在地に選定し、後にアメリカスの町となる場所の区画を作った。郡内初期白人住人の多くは1827年の州による土地抽選を通じて土地を獲得しており、当時南西部ジョージアに入植してきた多くの者と同様に、その土地を綿花農場とプランテーションに転換した。肥沃な黒土と、フリント川（郡の東境界）あるいはチャタフーチー川（郡の西）を使って市場に容易に運べることが組み合わされ、1840年代から1850年代にはサムター郡が州内でも最も反映するブラックベルトの郡となった。この経済的な成功には奴隷が不可欠であり、郡住人は1850年時点で4,000人近い奴隷を所有していた。

### 南北戦争
南北戦争（1861年-1865年）のとき、郡の北端、アメリカスからは北に9マイル (14 km) にあったアンダーソンビルという小さな村が、アメリカ連合国当局から戦争捕虜収容所の場所に選ばれ、地域では注目され、悪評も立った場所となった。アンダーソンビル監獄は近隣のメイコン郡に建設され、この種のものとしては南部で最大になった。これが存在した14か月間で、45,000人ほどの北軍捕虜が最悪の条件を味わい、他のどの収容所よりも多くの被害者を出した。今日、アンダーソンビル国立歴史史跡はアメリカ史を通じた戦争捕虜全てを記念するものとなっている。この広さ495エーカー (2.00 km2) の公園は、メイコン郡とサムター郡に跨ってあり、収容所跡地と国立墓地がある。

### 現代
郡内の他の地域は20世紀に入ってから様々な理由で全国の注目を浴びることになった。1942年、2人のバプテスト牧師が郡西部のある農園を、コイノニナと呼ぶキリスト教徒のコミューンの地として選定し、黒人と白人の労働者が50年間近くともに暮らして働いた。その初期には地元住民との間に敵対関係を生じた。
郡内からはアメリカ合衆国大統領が生まれた。ジミー・カーターは郡西端の小さな町プレーンズにあるピーナッツ農場で生まれ育った。1976年の大統領選挙では、この小さな町が全国のジャーナリストや観光客からかなり注目され、元大統領となってからもその妻や家族の多くがプレーンズを故郷にしていた。カーターが生まれ子供時代を過ごした家はアメリカ合衆国国家歴史登録財に指定され、観光客にも公開されている。
非営利組織でその使命がホームレスを無くすことであるハビタット・フォー・ヒューマニティ・インターナショナルの本部が、創設者ミラード・フラーの故郷であるアメリカス市にある。ハビタットの社会的に影響力ある行動に加えて、コイノニナ・パートナーズが、囚人の改善と教育を推進する刑務所・監獄プロジェクトのために隔月でニューズレターを出版している。アメリカス市には、2つの高等教育機関がある。1つは1906年に設立され、ジョージア大学システムに属する公立4年制機関であるジョージア南西部州立大学である。もう1つは南ジョージア工科カレッジであり、第一次世界大戦時にはアメリカとイギリスの飛行機操縦士の訓練基地（1917年-1918年）だったサウザーフィールド近くに位置している。チャールズ・リンドバーグはここで操縦を習い、払下げ軍用機「ジェニー」をサウザーフィールドのメカニックの助けを借りて組み立てた。アメリカス中心街には、1892年に建設されたウィンザー・ホテルと1921年に開業したライランダー劇場という歴史ある建物を見事に修復した例が見られる。

## 地理
アメリカ合衆国国勢調査局に拠れば、郡域全面積は492.54平方マイル (1,275.7 km2)であり、このうち陸地485.28平方マイル (1,256.9 km2)、水域は7.26平方マイル (18.8 km2)で水域率は1.47%である。
郡内をマッカリー・クリークが流れ、その途中にはブラックシャー湖とキンチャフーニー・クリークもある。

### 主要高規格道路

#### アメリカ国道
- アメリカ国道19号線
- アメリカ国道280号線

#### ジョージア州道
- ジョージア州道3号線
- ジョージア州道27号線
- ジョージア州道30号線
- ジョージア州道45号線
- ジョージア州道49号線
- ジョージア州道118号線
- ジョージア州道153号線
- ジョージア州道195号線
- ジョージア州道228号線
- ジョージア州道271号線
- ジョージア州道308号線
- ジョージア州道377号線

### 隣接する郡
- メイコン郡 - 北北東
- ドゥーリー郡 - 東
- クリスプ郡 - 南東
- リー郡 - 南
- テレル郡 - 南西
- ウェブスター郡 - 西
- マリオン郡 - 北西
- スライ郡 - 北北西

### 国立保護地域
- アンダーソンビル国立歴史史跡（部分）
- ジミー・カーター国立歴史史跡

## 人口動態
以下は2000年国勢調査による人口統計データである。
| 基礎データ - 人口: 33,200人 - 世帯数: 12,025 世帯 - 家族数: 8,501 家族 - 人口密度: 26人/km2（68人/mi2） - 住居数: 13,700軒 - 住居密度: 11軒/km2（28軒/mi2） 人種別人口構成 - 白人: 48.22% - アフリカン・アメリカン: 49.02% - ネイティブ・アメリカン: 0.30% - アジア人: 0.59% - 太平洋諸島系: 0.02% - その他の人種: 1.26% - 混血: 0.59% - ヒスパニック・ラテン系: 2.68% 年齢別人口構成 - 18歳未満: 27.8% - 18-24歳: 11.9% - 25-44歳: 27.4% - 45-64歳: 20.6% - 65歳以上: 12.3% - 年齢の中央値: 33歳 - 性比（女性100人あたり男性の人口） - 総人口: 88.2 - 18歳以上: 81.9 | 世帯と家族（対世帯数） - 18歳未満の子供がいる: 34.5% - 結婚・同居している夫婦: 44.5% - 未婚・離婚・死別女性が世帯主: 22.0% - 非家族世帯: 29.3% - 単身世帯: 25.0% - 65歳以上の老人1人暮らし: 8.9% - 平均構成人数 - 世帯: 2.64人 - 家族: 3.1人 収入と家計 - 収入の中央値 - 世帯: 30,904米ドル - 家族: 35,379米ドル - 性別 - 男性: 27,828米ドル - 女性: 20,439米ドル - 人口1人あたり収入: 15,083米ドル - 貧困線以下 - 対人口: 21.4% - 対家族数: 17.6% - 18歳未満: 32.3% - 65歳以上: 16.8% |

## 経済
サムター郡は大半が田園部のままである。USDA/ジョージア農業統計局の2001年の数字では、綿花が主要作物であり、35,000エーカー (140 km2) で栽培されている。次に小麦、ピーナッツ、トウモロコシが来るが、その作付け面積の和は綿花とほぼ等しいくらいである。
主要雇用主としては、クーパー・ライティング、ジョージア南西州立大学、マグノリア・メナー、フォーブ・サムター医療センター、ウォルマートがある。

## 都市と町
- アメリカス - 郡庁所在地
- アンダーソンビル
- デソト
- レスリー
- プレーンズ
- コブ